# Bruno Stefanini
Pour les articles homonymes, voir Stefanini.
Bruno Stefanini, né le 5 août 1924 à Winterthour et mort le 14 décembre 2018 à Winterthour, est un propriétaire immobilier suisse et collectionneur d'art.

## Biographie

### Famille et débuts
Il nait en 1924 en Suisse.
Son père est un émigré de la ville de Bergame en Lombardie, ouvrier spécialisé dans la tuyauterie.
Arrivé à Winterthour, son père dirige de 1930 à 1957 le restaurant italien Salmen de la Marktgasse, qui appartient à une coopérative de travailleurs de l'industrie italienne.
Il découvre l’art avec sa mère qui collectionne les antiquités et l'emmène quand elle va chiner chez les brocanteurs. Au lycée il se passionne pour la littérature et le dessin.
Bruno Stefanini entame des études de sciences naturelles à l’École polytechnique fédérale de Zurich. Il passe plusieurs années sous les drapeaux au moment de la Seconde Guerre mondiale et obtient le grade de capitaine d’infanterie.
Dans les années 1940, il achète un premier tableau de Robert Zünd, paysagiste suisse du XIXe siècle.

### Carrière
En 1940, il fonde la société d'administration et de gestion de biens immobilier Terrestra. A l’époque du boom économique des années 1950/60, il développe fortement son activité dans ce secteur. Sa stratégie dans le secteur immobilier consiste à investir ses revenus locatifs dans de nouvelles promotions. Il devient l’un des plus importants propriétaires privés de biens fonciers en Suisse.
A Winterthour, Stefanini possède de nombreuses propriétés dans la ville, dont le gratte-ciel Sulzer. Certaines de ses propriétés sont très mal entretenues, y compris le château de Salenstein, ce qui a entraîne de nombreuses plaintes assez médiatisées et nécessite l'intervention de la ville de Winterthur.

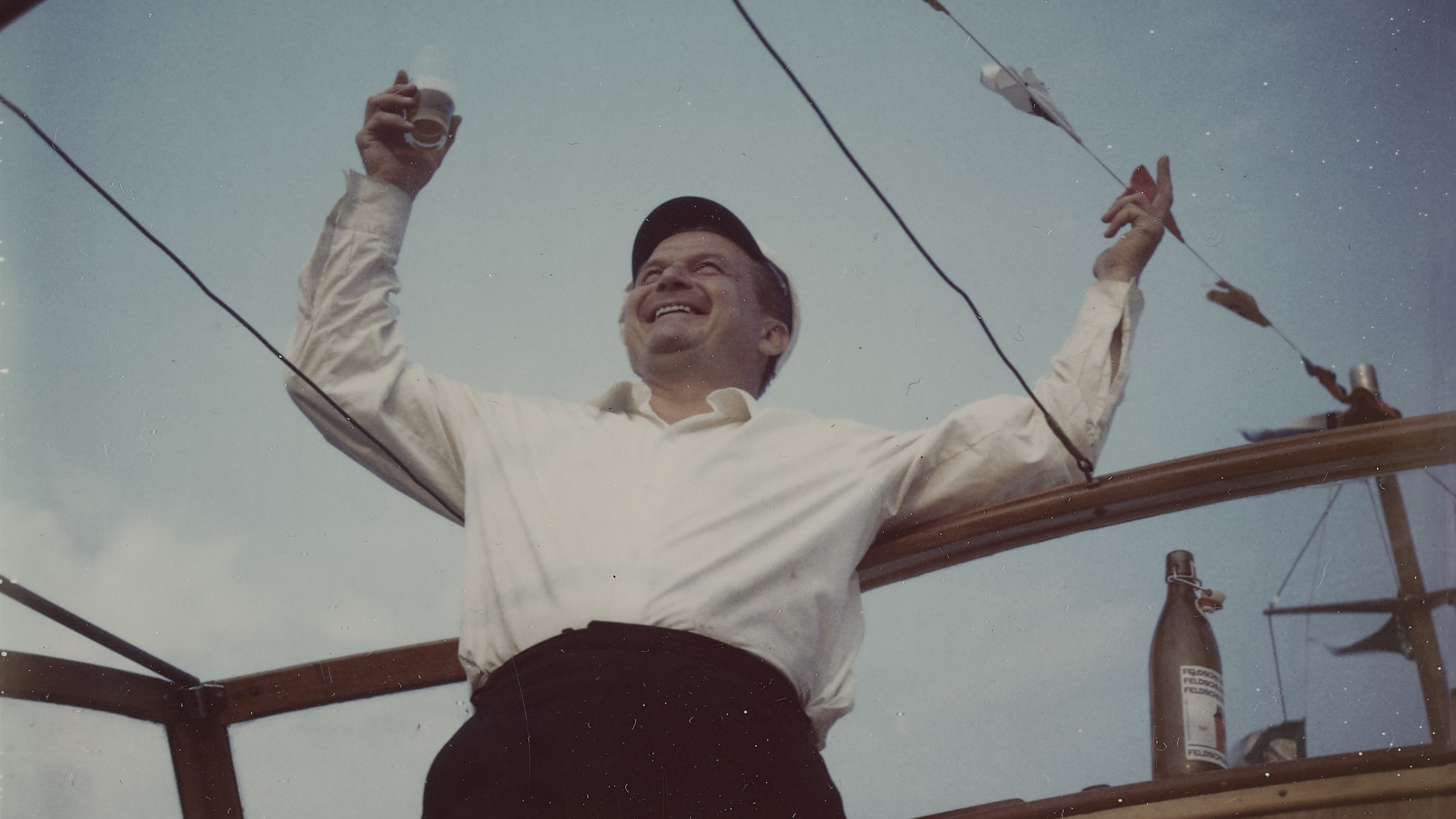
Bruno Stefanini 1980

Stefanini possède environ 280 propriétés en Suisse. Il a transféré l'essentiel de ses actifs dans sa fondation, créée en 1980.
La dernière apparition publique de Bruno Stefanini a lieu en mars 2014 lors d'un vernissage du Kunstmuseum Bern.

### Vie privée
Il a deux enfants nommés Bettina et Vital.

## Fondation pour l'art, la culture et l'histoire
Stefanini investit une grande partie de sa fortune dans des œuvres d'art, qu'il gère via sa Fondation Kunst Kultur und Geschichte (SKKG). C'est l'une des collections d'art privées les plus importantes de Suisse. Elle comprend quatre châteaux, de nombreuses œuvres d'art et autres curiosités. Il possédait entre autres des œuvres d'art d'artistes importants tels que Ferdinand Hodler, Albert Anker, Giovanni Giacometti, Alberto Giacometti, Giovanni Segantini et Felix Vallotton. Les quatre châteaux Grandson sur le lac de Neuchâtel, Luxburg et Salenstein en Thurgovie et Brestenberg en Argovie lui appartenaient.
On retrouve dans sa collection la Rolls-Royce de Greta Garbo, le lit et le testament de Napoléon Bonaparte, la casquette, le manteau, le poignard et la montre de poche d'officier du général Guisan, une robe et un parasol de l'impératrice "Sissi", une table de John F. Kennedy sur laquelle le traité sur la non-prolifération nucléaire a été signé en 1963 et un coffre d'Albert Einstein. Seule une petite partie de cette collection est accessible au public. La valeur de l'ensemble de la collection est estimée à plus de 1,5 milliard de franc suisse, pour un environ 34 000 pièces.
Après des conflits familiaux entre 2014 et 2018,, sa fille Bettina Stefanini reprend la présidence du conseil d'administration en mars 2018.